# 31. rakétahadsereg
A 31. rakétahadsereg (oroszul: 31-я ракетная армия, magyar átírásban: 31-ja raketnaja armija) az orosz Hadászati Rakétacsapatok (RVSZN) alárendeltségébe tartozó katonai szervezeti magasabbegység, az RVSZN három hadseregének egyike. Parancsnoksága Orenburgban található.  1970. június 18-án hozták létre a 18. önálló rakétahadtestből. Fegyverzetét silókba telepített R–36M UTTH és R–36M2, valamint mobil RT–2M Topol interkontinentális ballisztikus rakéták alkotják. Az alakulat fedőszáma: 29452. Parancsnoka 2020 augusztusától Szeregej Talatinnyik.

## Története
A rakétahadsereget az 1965. június 1-jén Orenburg központtal létrejött 18. önálló rakétahadtestből hozták létre 1970. június 8-án 31. rakétahadsereg néven. A hadosztály parancsnoksága alá rendelték a korábban a 8. önálló rakétahadosztály alárendeltségébe tartozó 13., 59. és 60. rakétahadosztályt, valamint a 481. önálló rakétaezred mellé a 38., 42. és 52. rakétahadosztályt, a 17. , 68. és 98. rakétadandárt, valamint a 185. önálló rakétaezredet. A 481. önálló rakétaezred 1971 novemberében, majd a 98. rakétadandár 1979-ben kivált a hadseregből. 1979-ben a rakétahadsereg 17. rakétadandárját és az 1885. önálló rakétaezredét, 1980-ban pedig a 68. rakétadandárt is felszámolták. Így 1980-ra a 31. rakétahadsereg öt hadosztállyal rendelkezett (13., 38., 42., 52., 59.). 1993 áprilisában a 38. rakétahadosztály átkerült a 33. rakétahadsereghez, míg az ukrajnai központú (Zsitomir) 14. rakétahadosztály a Szovjetunió felbomlása miatt visszatelepült orosz területre, és a 31. rakétahadsereg alárendeltségébe került. Ugyancsak ide került a 8. rakétahadosztály is. 2002-ben feloszlott az 52. rakétahadosztály, 2005-ben pedig az 59. rakétahadosztály, 2002-ben pedig a 14. rakétahadosztály átkerült a 27. gárda-rakétahadsereg alárendeltségébe.

## Szervezete
A hadsereg napjainkban három hadosztállyal rendelkezik:
- 8. rakétahadosztály (Pervomajszkij)
- 13. rakétahadosztály (Jasznij)
- 42. rakétahadosztály (Szvobodnij)

## Parancsnokok
- Ivan Andrejevics Sevcov vezérezredes (1970–1979)
- Vlagyimir Ivanovics Geraszimov vezérezredes (1979–1985)
- Nyikolaj Makszimovics Csicsevatov vezérőrnagy (1985–1988)
- Igor Vasziljevics Pusztovoj vezérőrnagy (1988–1993)
- Anatolij Szergejevics Borzenkov vezérőrnagy (1993–2002)
- Jurij Jevgenyjevics Kononov vezérőrnagy (2002–2007)
- Ivan Fjodorovics Reva vezérőrnagy (2007–2010)
- Anatolij Grigorjevics Kulaj altábornagy (2010-2020)
- Szeregej Andrejevics Talatinnyik vezérőrnagy (2020-tól)